# 가미쓰촌 (시마네현)
가미쓰촌(上津村)은 시마네현 히카와군에 있던 촌이다. 현재의 이즈모시에 해당한다.